# Quentin Lecoeuche
Quentin Lecoeuche (Beuvry, 4 febbraio 1994) è un calciatore francese, difensore svincolato.

## Carriera
Cresciuto nel settore giovanile del Lens, ha esordito in prima squadra il 26 aprile 2015, in occasione dell'incontro di Ligue 1 perso 0-3 contro il Monaco.
Il 3 luglio 2023 è stato acquistato dal Real Saragozza, militante in Segunda División.

## Statistiche

### Presenze e reti nei club
Statistiche aggiornate al 6 novembre 2023.
| Stagione            | Squadra             | Campionato          | Campionato | Campionato | Coppe nazionali | Coppe nazionali | Coppe nazionali | Coppe continentali | Coppe continentali | Coppe continentali | Altre coppe | Altre coppe | Altre coppe | Totale | Totale |
| Stagione            | Squadra             | Comp                | Pres       | Reti       | Comp            | Pres            | Reti            | Comp               | Pres               | Reti               | Comp        | Pres        | Reti        | Pres   | Reti   |
| ------------------- | ------------------- | ------------------- | ---------- | ---------- | --------------- | --------------- | --------------- | ------------------ | ------------------ | ------------------ | ----------- | ----------- | ----------- | ------ | ------ |
| apr.-mag. 2013      | Lens 2              | CFA                 | 2          | 0          |                 | -               | -               |                    | -                  | -                  |             | -           | -           | 2      | 0      |
| 2013-2014           | Lens 2              | CFA                 | 18         | 0          |                 | -               | -               |                    | -                  | -                  |             | -           | -           | 18     | 0      |
| 2014-2015           | Lens 2              | CFA                 | 20         | 2          |                 | -               | -               |                    | -                  | -                  |             | -           | -           | 20     | 2      |
| Totale Lens 2       | Totale Lens 2       | Totale Lens 2       | 40         | 2          |                 | -               | -               |                    | -                  | -                  |             | -           | -           | 40     | 2      |
| apr.-mag. 2015      | Lens                | L1                  | 2          | 0          | CF+CdL          | -               | -               |                    | -                  | -                  |             | -           | -           | 2      | 0      |
| 2015-2016           | Luçon               | N                   | 16         | 0          | CF              | 0               | 0               |                    | -                  | -                  |             | -           | -           | 16     | 0      |
| 2016-2017           | Lorient 2           | CFA                 | 18         | 0          |                 | -               | -               |                    | -                  | -                  |             | -           | -           | 18     | 0      |
| 2017-2018           | Lorient 2           | N2                  | 10         | 1          |                 | -               | -               |                    | -                  | -                  |             | -           | -           | 10     | 1      |
| Totale Lorient 2    | Totale Lorient 2    | Totale Lorient 2    | 28         | 1          |                 | -               | -               |                    | -                  | -                  |             | -           | -           | 28     | 1      |
| nov. 2017-gen. 2018 | Lorient             | L2                  | 0          | 0          | CF+CdL          | 3+0             | 0               |                    | -                  | -                  |             | -           | -           | 3      | 0      |
| 2018-2019           | Orléans             | L2                  | 27         | 2          | CF+CdL          | 6+2             | 1+0             |                    | -                  | -                  |             | -           | -           | 35     | 3      |
| 2019-2020           | Lorient             | L2                  | 12         | 0          | CF+CdL          | 3+1             | 0               |                    | -                  | -                  |             | -           | -           | 16     | 0      |
| Totale Lorient      | Totale Lorient      | Totale Lorient      | 12         | 0          |                 | 7               |                 | -                  | -                  |                    | -           | -           | 19          | 0      |        |
| 2020-2021           | Ajaccio             | L2                  | 13         | 0          | CF              | 2               | 0               |                    | -                  | -                  |             | -           | -           | 15     | 0      |
| 2021-2022           | Valenciennes        | L2                  | 27         | 0          | CF              | 2               | 0               |                    | -                  | -                  |             | -           | -           | 29     | 0      |
| 2022-2023           | Valenciennes        | L2                  | 31         | 0          | CF              | 2               | 0               |                    | -                  | -                  |             | -           | -           | 33     | 0      |
| Totale Valenciennes | Totale Valenciennes | Totale Valenciennes | 58         | 0          |                 | 4               |                 | -                  | -                  |                    | -           | -           | 62          | 0      |        |
| 2023-2024           | Real Saragozza      | SD                  | 7          | 0          | CR              | 0               | 0               | -                  | -                  | -                  | -           | -           | -           | 7      | 0      |
| Totale carriera     | Totale carriera     | Totale carriera     | 203        | 5          |                 | 21              | 1               |                    | -                  | -                  |             | -           | -           | 224    | 6      |

## Palmarès

### Club

#### Competizioni nazionali
- Ligue 2: 1

Lorient: 2019-2020